# サドバリー (オンタリオ州)
サドバリー（英語：Greater Sudbury、仏語：Grand-Sudbury、発音：[ˈsʌdbɛri, ˈsʌdbəri]; "sŭd'bĕrē, -bərē"）は、カナダのオンタリオ州北オンタリオ地方最大の都市。人口は16万1531人（2016年統計）。サドバリー地区とは独立しており、同市だけで州内の地方行政区のひとつを構成している。また、フランス系住民が多い北オンタリオ地方の拠点として英語とフランス語のバイリンガル都市でもある。
2001年に広域圏の周辺都市を合併し、カナダで5番目に面積の大きい広大な市域を持つグレーターサドバリーが誕生した。複数の都市によって構成されているグレータートロント（GTA）やグレーターモントリオールとは違い、サドバリーは単一の都市で成り立っている。今でも一般には「サドバリー」として知られているが、オンタリオ州ではこの都市に限り2つの公式名称があり、英語の公式名称は「グレーターサドバリー」、仏語の公式名称は「グランサドバリー」である。

## 歴史
サドバリーの土地はアルゴンキン語派のオジブワ族がすむ地域であったが、1883年に町として組織され、1930年に市政となる。初期の都市名は「サンタンヌデパン（Sainte-Anne-des-Pins （"St. Anne of the Pines"））」と呼ばれ、木材産出地としスタートした。当時からフランス系住民の入植が進み、フランコオンタリオンの基礎が築かれた。
カナダ太平洋鉄道（CPR）を敷設途中、爆破と掘削の中で高い純度のニッケルや銅を含む鉱石がサドバリー盆地（サドベリー隕石孔）の端にあるマレー鉱山（Murray Mine）で発見された。その後、鉱山の町として急速に発展する。
地域の名はCPRの所長であったジェームズ・ワーシントン（James Worthington）の妻の出身地、イギリスのサドバリーから来ている。
サドバリーの経済はその後、世界のニッケル需要に大きく依存しながら好景気と不景気のサイクルを繰り返した。最初の大きな需要の波は第一次世界大戦時に訪れ、終戦後、需要を一気に失い、1920年代、一旦需要を取り戻した。それから、また大きな落ち込みをみせた後、第二次世界大戦で再び需要を取り戻す。終戦後の冷戦では、アメリカ政府が非共産圏におけるニッケルの供給基地として選んだため、安定した需要を得ることになった。
1940年、サドバリーにはカナダで最初となるパーキングメーターが導入された。
街は1950年代から1960年代、大手の鉱山会社であるインコ社（Inco）やファルコンブリッジ社（Falconbridge）の従業員が会社を相手に労働紛争を起こし、大規模な雇用不安に悩まされた。この労働争議は労働組合の権利を求めるだけでなく、労働組合のあり方を訴えかけるための闘いでもあった。
労働争議はその後も街の経済に大きな挑戦を与えた。1979年、インコ社の労働者は生産と人員の削減に反対してストライキを起こし、解決に9ヶ月の歳月を要した。インコ社は当時、街最大の雇用主であり、その結果、ストライキは街の経済に大きな打撃となった。
ストライキがようやく終わった1980年、市は停滞した街の経済を立て直す必要性に迫られ、1980年代から1990年代にかけて、新しい企業や産業を誘致する積極的な政策を打ち出した。
鉱業は今でも重要な産業として残っているが、商業や行政、観光、科学技術の研究などの環境が整備され、多様化された結果、経済の基盤が強化された。インコ社は今なお、単独の雇用主としては街最大であるが、鉱業全体では、街最大の産業ではなくなった。
同市の政策として1996年、カナダ国内でもいち早く光ファイバーネットワークを導入し、企業や個人向けに市内を網羅する400kmの光ファイバーケーブルが敷設されている。この都市計画は世界的にも高い評価を受けている。
2001年に旧サドバリー市（人口85,354人）、バレーイースト市（人口22,374人）、レイサイド・バルフォー町（人口15,046人）、ニッケルセンター町（人口12,672人）、ワルデン町（人口10,101人）、オナピングフォールズ町（人口4,887人）の自治体で構成されるサドバリー地域が解体されてさらにカプレオル町（人口3,486人）とワナップ地域、ワナピティ湖を加えて単一のグレーターサドバリー市となった。

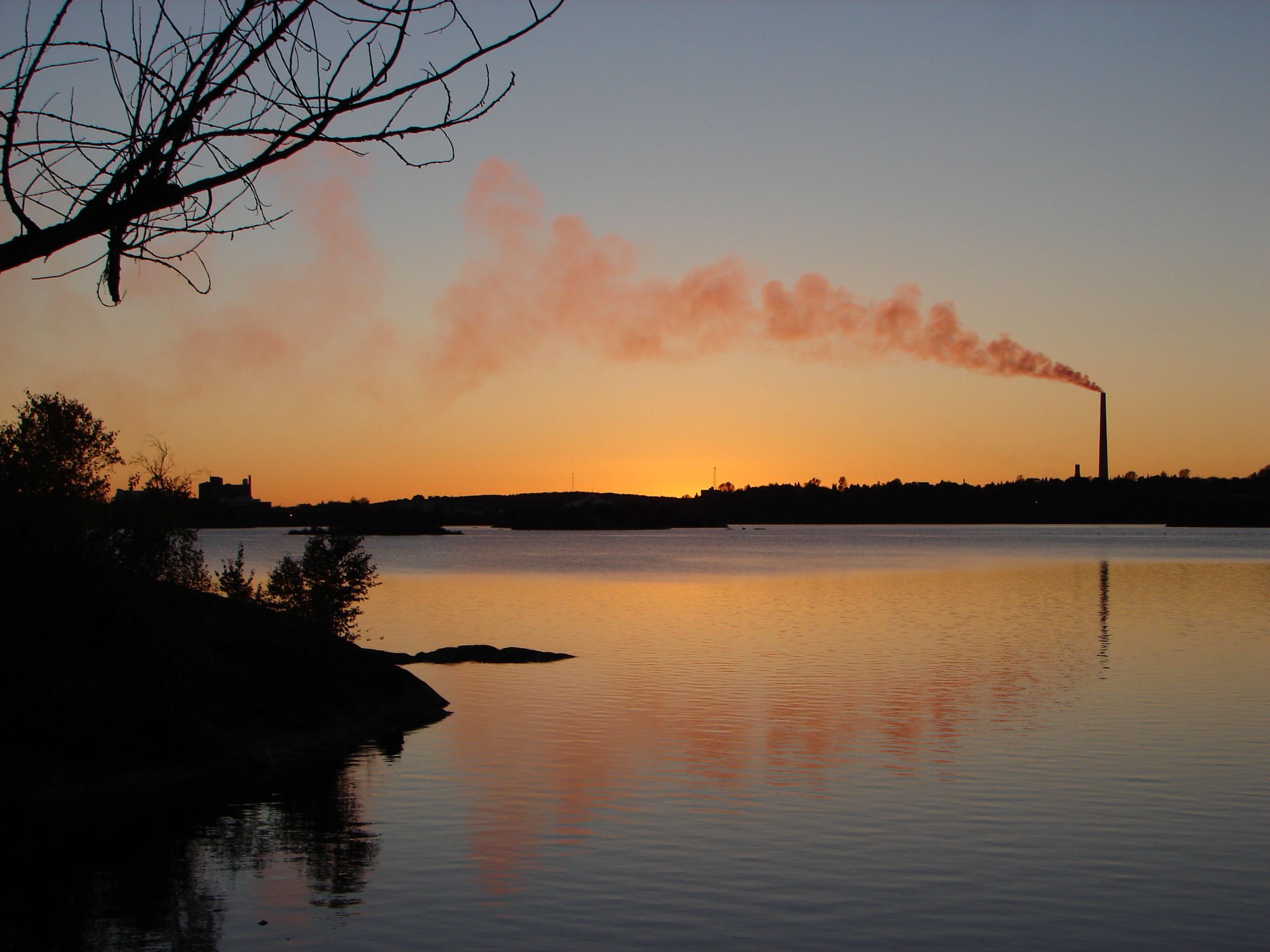
ラムジー湖とサドバリーの夕焼け

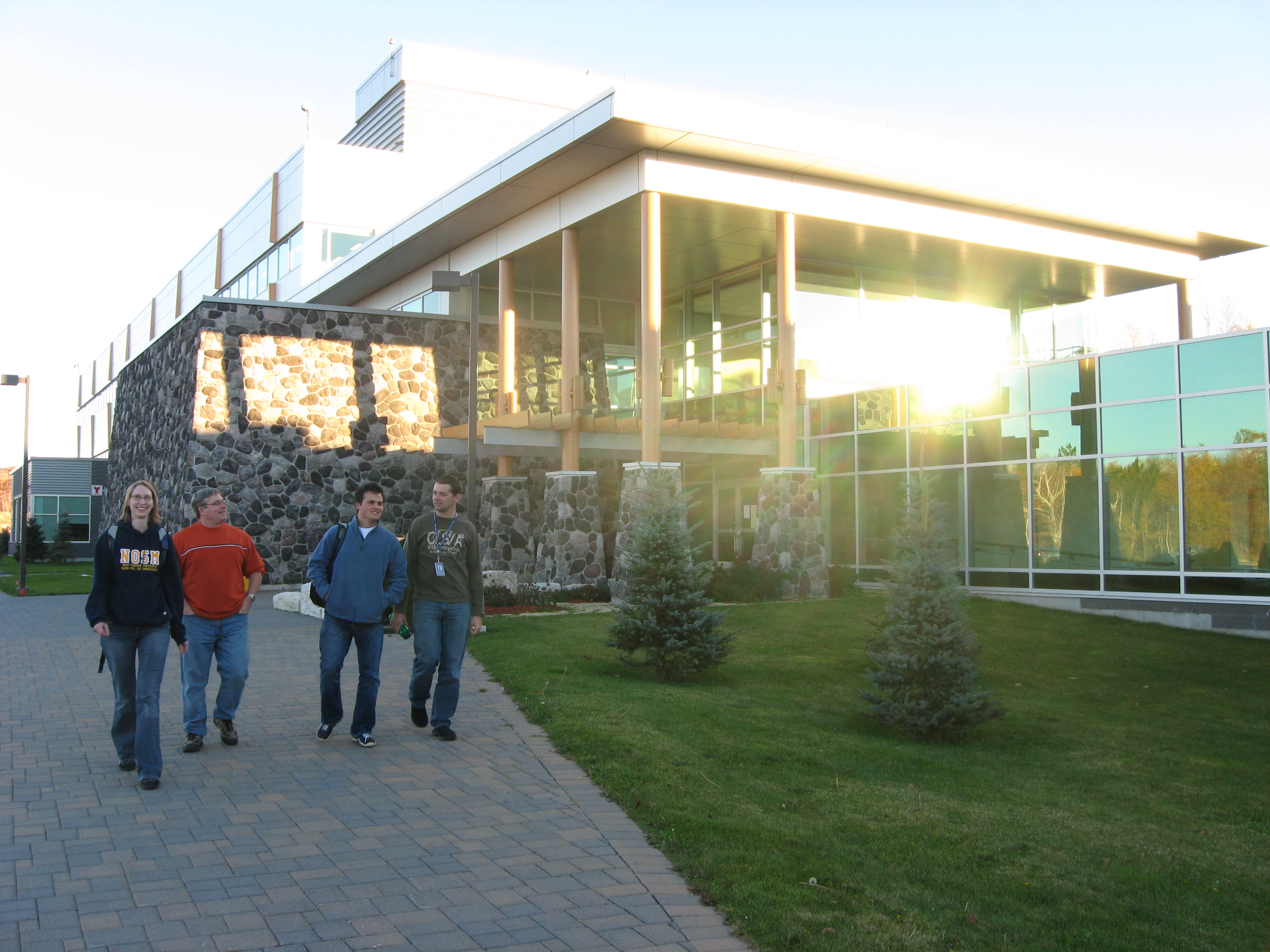
ローレンシャン大学

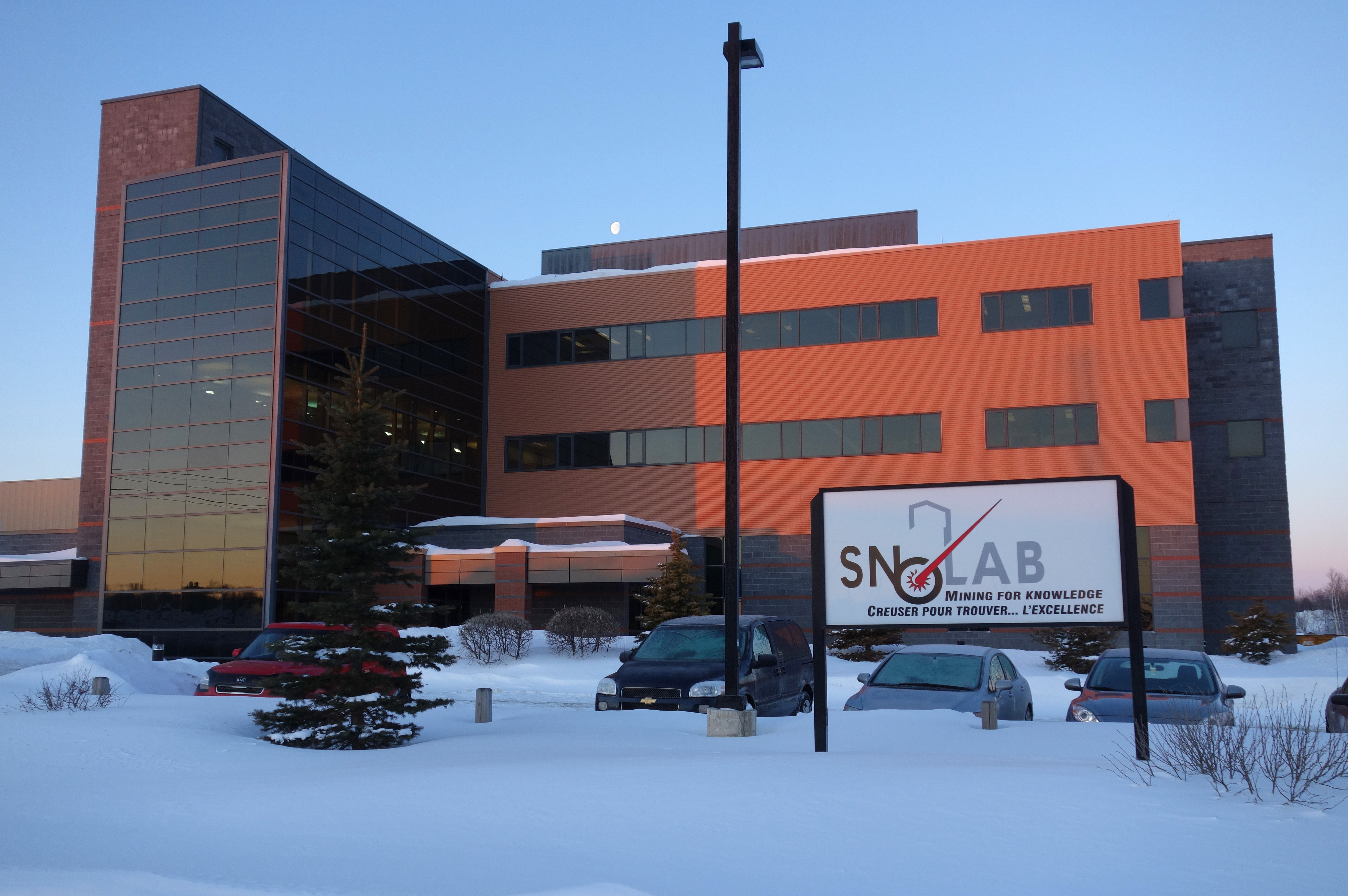
SNOLAB研究所

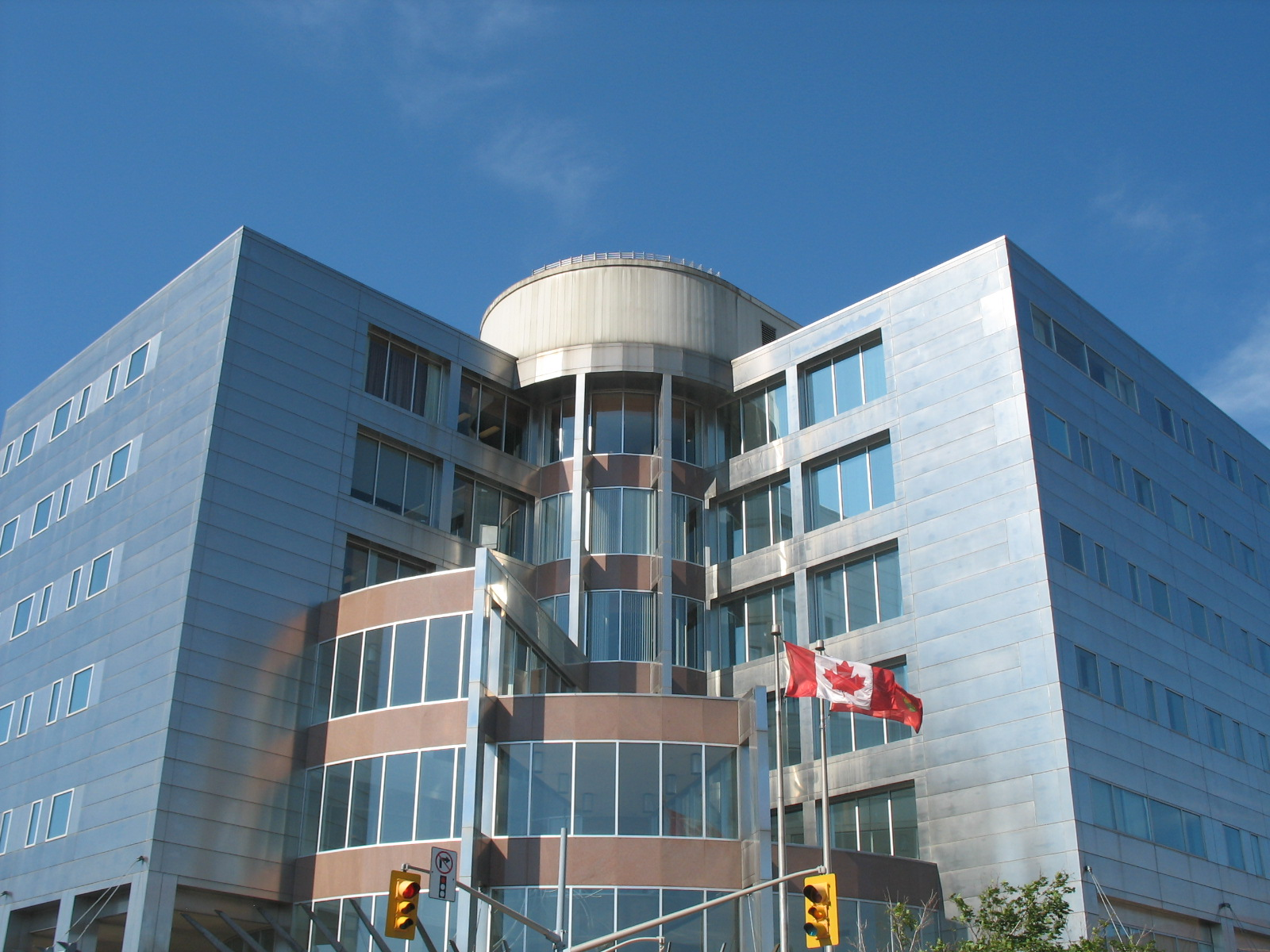
州庁舎

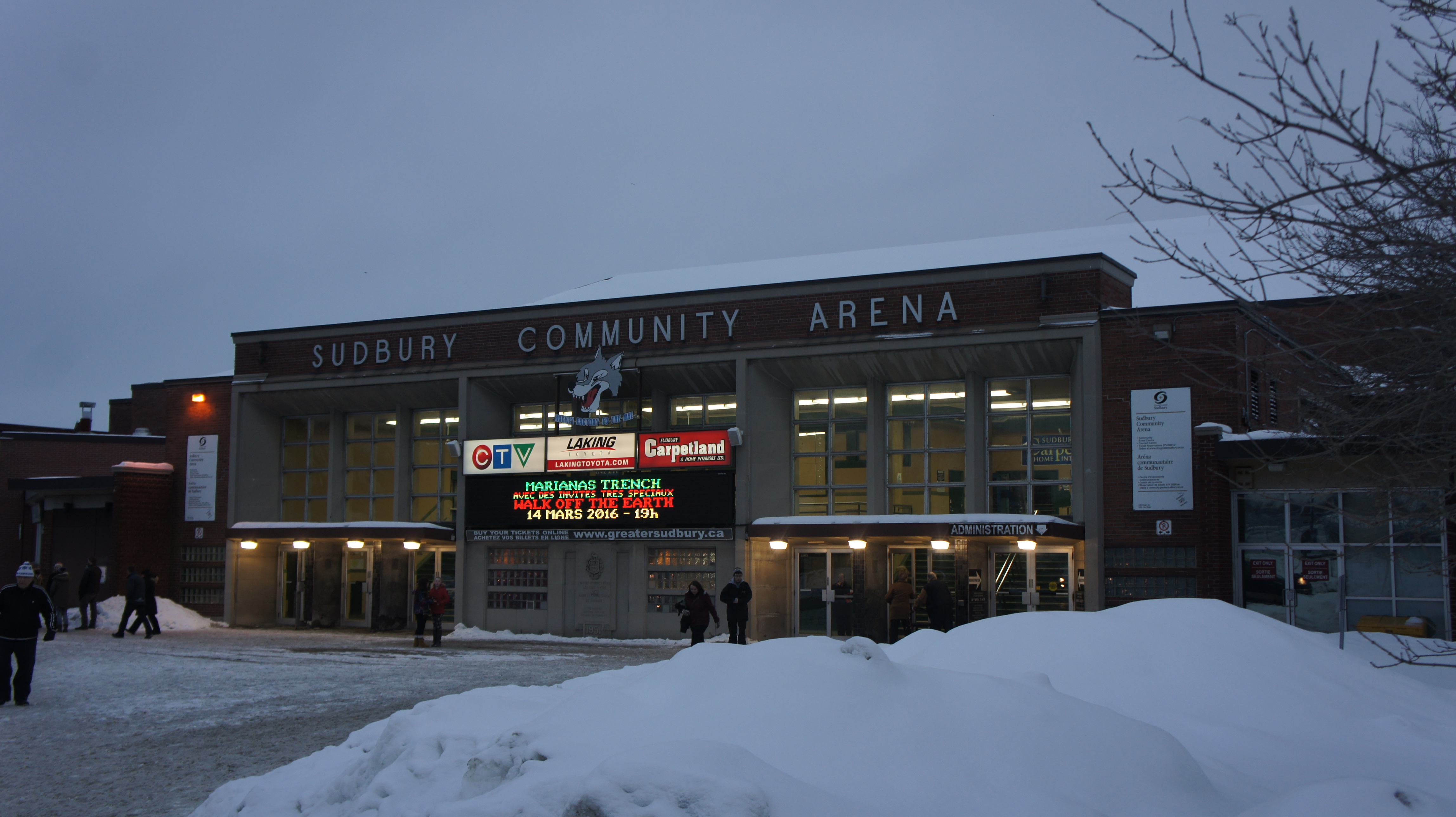
サドバリー・コミュニティーアリーナ

## 地理
鉱山を含むサドバリー盆地は、18億5千万年前に墜落した隕石の跡（クレーター）だと言われている。
鉱山は有益な鉱物をたくさん含んでおり、特に白金（プラチナ）を含む遷移金属が多い。ただし、通常より高い密度で硫黄が含まれているため、ニッケルや銅を精錬する際、草木に有害な硫黄酸化物が大気中に流れ出る。この有害物質は大気中の水蒸気と混じり合い硫酸となるため、よく知られる酸性雨を降らすことになる。酸性雨は石や石造建築を浸食し、草木を枯らし、土壌を酸性化させ、草木の再生を難しくする。
酸性雨に加え、遅れた技術による掘削作業は多くの木炭を必要とし、1871年に起きたシカゴの大火災（シカゴ大火）では街の再建に大量の木材を提供したことから、サドバリー市全域ではないが、広いエリアで土地の荒廃が進み、長い間荒れ地となった。
1970年代、公的機関や非営利、営利セクターが協力して大々的に「緑化再生」事業が行われた。飛行機や人の手によって酸化した土地に生石灰をまき、草木が植えられた。その後、20年間のうちに300万本もの植樹が行われ、サドバリーはこの緑化事業と掘削技術の向上により、劇的な回復をみせた。1992年、この業績が国連より評価され、地方行政賞（Local Government Honours Award）が送られた。最近ではコッパークリフ（Copper Cliff）の掘削場エリアで、荒廃した山を緑化する再生事業が進められている。
サドバリーはカナダ楯状地の上にあり、市内にはワナピティ湖を含む300以上の湖がある。中心部はラムジー湖に面してる。

### 気候
ケッペンの気候区分では、亜寒帯湿潤気候に属し、長く寒冷な冬と短い夏が特徴である。冬季は最高気温でも-10℃に満たない日も多いが、暖気が入ると気温が上昇し雨が降るくらいの暖かさとなることがある。夏季は短いものの晴天が多く日照に恵まれ、25℃以上まで上がる日も多い。
| サドバリー(Sudbury Airport, 1981−2010 平年値, 極値 1887−)の気候 | サドバリー(Sudbury Airport, 1981−2010 平年値, 極値 1887−)の気候 | サドバリー(Sudbury Airport, 1981−2010 平年値, 極値 1887−)の気候 | サドバリー(Sudbury Airport, 1981−2010 平年値, 極値 1887−)の気候 | サドバリー(Sudbury Airport, 1981−2010 平年値, 極値 1887−)の気候 | サドバリー(Sudbury Airport, 1981−2010 平年値, 極値 1887−)の気候 | サドバリー(Sudbury Airport, 1981−2010 平年値, 極値 1887−)の気候 | サドバリー(Sudbury Airport, 1981−2010 平年値, 極値 1887−)の気候 | サドバリー(Sudbury Airport, 1981−2010 平年値, 極値 1887−)の気候 | サドバリー(Sudbury Airport, 1981−2010 平年値, 極値 1887−)の気候 | サドバリー(Sudbury Airport, 1981−2010 平年値, 極値 1887−)の気候 | サドバリー(Sudbury Airport, 1981−2010 平年値, 極値 1887−)の気候 | サドバリー(Sudbury Airport, 1981−2010 平年値, 極値 1887−)の気候 | サドバリー(Sudbury Airport, 1981−2010 平年値, 極値 1887−)の気候 |
| 月                                                              | 1月                                                             | 2月                                                             | 3月                                                             | 4月                                                             | 5月                                                             | 6月                                                             | 7月                                                             | 8月                                                             | 9月                                                             | 10月                                                            | 11月                                                            | 12月                                                            | 年                                                              |
| --------------------------------------------------------------- | --------------------------------------------------------------- | --------------------------------------------------------------- | --------------------------------------------------------------- | --------------------------------------------------------------- | --------------------------------------------------------------- | --------------------------------------------------------------- | --------------------------------------------------------------- | --------------------------------------------------------------- | --------------------------------------------------------------- | --------------------------------------------------------------- | --------------------------------------------------------------- | --------------------------------------------------------------- | --------------------------------------------------------------- |
| ヒュミデックス最高記録                                          | 7.1                                                             | 10.0                                                            | 28.0                                                            | 30.7                                                            | 39.4                                                            | 41.4                                                            | 42.9                                                            | 49.2                                                            | 38.7                                                            | 34.3                                                            | 20.0                                                            | 17.7                                                            | 49.2                                                            |
| 最高気温記録 °C （°F）                                          | 10.0 (50)                                                       | 9.4 (48.9)                                                      | 25.9 (78.6)                                                     | 29.8 (85.6)                                                     | 35.6 (96.1)                                                     | 35.7 (96.3)                                                     | 41.1 (106)                                                      | 36.7 (98.1)                                                     | 34.4 (93.9)                                                     | 27.8 (82)                                                       | 20.0 (68)                                                       | 15.6 (60.1)                                                     | 41.1 (106)                                                      |
| 平均最高気温 °C （°F）                                          | −8.0 (17.6)                                                     | −5.5 (22.1)                                                     | 0.4 (32.7)                                                      | 9.2 (48.6)                                                      | 17.0 (62.6)                                                     | 22.2 (72)                                                       | 24.8 (76.6)                                                     | 23.4 (74.1)                                                     | 18.1 (64.6)                                                     | 10.3 (50.5)                                                     | 2.6 (36.7)                                                      | −4.4 (24.1)                                                     | 9.2 (48.6)                                                      |
| 日平均気温 °C （°F）                                            | −13.0 (8.6)                                                     | −10.8 (12.6)                                                    | −4.9 (23.2)                                                     | 3.8 (38.8)                                                      | 11.1 (52)                                                       | 16.5 (61.7)                                                     | 19.1 (66.4)                                                     | 18.0 (64.4)                                                     | 13.0 (55.4)                                                     | 6.0 (42.8)                                                      | −1.0 (30.2)                                                     | −8.6 (16.5)                                                     | 4.1 (39.4)                                                      |
| 平均最低気温 °C （°F）                                          | −17.9 (−0.2)                                                    | −16.0 (3.2)                                                     | −10.2 (13.6)                                                    | −1.7 (28.9)                                                     | 5.2 (41.4)                                                      | 10.7 (51.3)                                                     | 13.4 (56.1)                                                     | 12.4 (54.3)                                                     | 7.8 (46)                                                        | 1.7 (35.1)                                                      | −4.7 (23.5)                                                     | −12.7 (9.1)                                                     | −1.0 (30.2)                                                     |
| 最低気温記録 °C （°F）                                          | −42.8 (−45)                                                     | −42.8 (−45)                                                     | −41.1 (−42)                                                     | −27.8 (−18)                                                     | −12.8 (9)                                                       | −1.6 (29.1)                                                     | −0.6 (30.9)                                                     | −1.1 (30)                                                       | −5.7 (21.7)                                                     | −13.9 (7)                                                       | −31.7 (−25.1)                                                   | −48.3 (−54.9)                                                   | −48.3 (−54.9)                                                   |
| 体感温度                                                        | −53.1                                                           | −50                                                             | −43.2                                                           | −32.4                                                           | −15.2                                                           | −8.6                                                            | 0.0                                                             | −5.0                                                            | −9.2                                                            | −16.6                                                           | −36.3                                                           | −51                                                             | −53.1                                                           |
| 降水量 mm （inch）                                              | 62.2 (2.449)                                                    | 51.1 (2.012)                                                    | 60.5 (2.382)                                                    | 65.7 (2.587)                                                    | 83.4 (3.283)                                                    | 80.3 (3.161)                                                    | 76.9 (3.028)                                                    | 85.4 (3.362)                                                    | 101.1 (3.98)                                                    | 90.9 (3.579)                                                    | 78.5 (3.091)                                                    | 67.5 (2.657)                                                    | 903.3 (35.563)                                                  |
| 雨量 mm （inch）                                                | 11.9 (0.469)                                                    | 7.2 (0.283)                                                     | 27.9 (1.098)                                                    | 49.7 (1.957)                                                    | 81.4 (3.205)                                                    | 80.3 (3.161)                                                    | 76.9 (3.028)                                                    | 85.5 (3.366)                                                    | 101.0 (3.976)                                                   | 84.9 (3.343)                                                    | 52.3 (2.059)                                                    | 16.6 (0.654)                                                    | 675.7 (26.602)                                                  |
| 降雪量 cm （inch）                                              | 59.5 (23.43)                                                    | 51.7 (20.35)                                                    | 34.9 (13.74)                                                    | 16.9 (6.65)                                                     | 1.9 (0.75)                                                      | 0.0 (0)                                                         | 0.0 (0)                                                         | 0.0 (0)                                                         | 0.1 (0.04)                                                      | 5.7 (2.24)                                                      | 29.6 (11.65)                                                    | 63.0 (24.8)                                                     | 263.4 (103.7)                                                   |
| 平均降水日数 （≥0.2 mm）                                        | 17.7                                                            | 13.8                                                            | 11.8                                                            | 11.2                                                            | 12.7                                                            | 12.7                                                            | 12.2                                                            | 12.1                                                            | 13.1                                                            | 15.2                                                            | 16.0                                                            | 18.2                                                            | 166.9                                                           |
| 平均降雨日数 （≥0.2 mm）                                        | 2.8                                                             | 2.1                                                             | 4.5                                                             | 8.4                                                             | 12.3                                                            | 12.7                                                            | 12.2                                                            | 12.1                                                            | 13.1                                                            | 14.0                                                            | 9.0                                                             | 4.3                                                             | 107.6                                                           |
| 平均降雪日数 （≥0.2 cm）                                        | 17.2                                                            | 13.4                                                            | 9.6                                                             | 4.9                                                             | 0.87                                                            | 0.03                                                            | 0.0                                                             | 0.0                                                             | 0.10                                                            | 2.9                                                             | 9.7                                                             | 16.3                                                            | 74.9                                                            |
| 平均月間日照時間                                                | 86.3                                                            | 118.2                                                           | 161.0                                                           | 195.6                                                           | 228.4                                                           | 246.9                                                           | 274.7                                                           | 245.2                                                           | 162.1                                                           | 121.4                                                           | 69.8                                                            | 63.5                                                            | 1,973.2                                                         |
| 日照率                                                          | 30.9                                                            | 40.7                                                            | 43.7                                                            | 48.1                                                            | 49.1                                                            | 52.2                                                            | 57.4                                                            | 55.8                                                            | 42.9                                                            | 35.8                                                            | 24.6                                                            | 23.7                                                            | 42.1                                                            |
| 出典：Environment Canada                                        |                                                                 |                                                                 |                                                                 |                                                                 |                                                                 |                                                                 |                                                                 |                                                                 |                                                                 |                                                                 |                                                                 |                                                                 |                                                                 |

### 人口動態
2016年国勢調査による人口は161,531人で北オンタリオ地方最大の都市である。2001年の合併により面積が広大となったために人口密度は49.7/km2と極めて少なくなっている。旧サドバリー市の実態に近いと都市的地域人口だと88,054人となっており、人口密度は1,159.7/km2である。都市的地域には旧サドバリー市と複数の周辺自治体を加えた人口である。都市的地域で比較すると人口は1991年を頂点に減少傾向にある。
人種は白人が8割以上と大半を占め、有色人種は3.8%に過ぎないが先住民の割合は12.5%に達する。宗教構成は州内北部の都市と同様に、キリスト教徒の割合が圧倒的に多く、人口のおよそ81%を占める。キリスト教徒の内訳はロマン・カトリックが59%、プロテスタントが21%、他の宗教、イスラム教やユダヤ教、ヒンドゥー教は、1%に満たない。
| 年度    | 人口（人） | 増加率（%） |
| ------- | ---------- | ----------- |
| 2016年  | 161,531    | 0.8         |
| 2011年  | 160,274    | 1.5         |
| 2006年  | 157,857    | 1.7         |
| 2001年  | 155,219    | -           |
| *2001年 | 85,354     | -7.3        |
| *1996年 | 92,059     | -0.9        |
| *1991年 | 92,884     | 1.1         |
| *1981年 | 91,829     | 1.4         |
| *1971年 | 90,535     | 13.0        |
| *1961年 | 80,120     | 88.9        |
| *1951年 | 42,410     | -           |

- 2001年以降の増加率は過去5年間の人口増加率を意味する。
- （*）は旧サドバリー市の人口

### 言語
| 家庭で話される言語（サドバリー）2011 | 家庭で話される言語（サドバリー）2011 | 家庭で話される言語（サドバリー）2011 | 家庭で話される言語（サドバリー）2011 | 家庭で話される言語（サドバリー）2011 |
| ------------------------------------ | ------------------------------------ | ------------------------------------ | ------------------------------------ | ------------------------------------ |
|                                      |                                      |                                      |                                      |                                      |
| 英語                                 | 英語                                 |                                      | 82.0%                                | 82.0%                                |
| フランス語                           | フランス語                           |                                      | 15.6%                                | 15.6%                                |

サドバリーはバイリンガル都市として知られ、公用語は英仏二か国語である。開拓以来フランスをルーツに持つ人々が数多く住んでおり、その割合は2016年では37.7%となっている。全人口の人口の82.0%は英語を主に家庭で話す言語とし、15.6%はフランス語となっている。フランス語を母語とする人口は40,955人とケベック州以外ではオタワやモンクトン、ティミンズ等と並んで多くなっている。フランス語を話すことができる人口の割合は40%に達する。

## 交通

### 鉄道
VIA鉄道がサドバリー駅からサドバリー-ホワイトリバー号を運行し、サドバリーとホワイトリバーを結んでいる他、バンクーバーとトロントを結ぶ大陸横断鉄道のカナディアン号がw:Sudbury Junction station駅とw:Capreol station駅に停車する。

### 空港

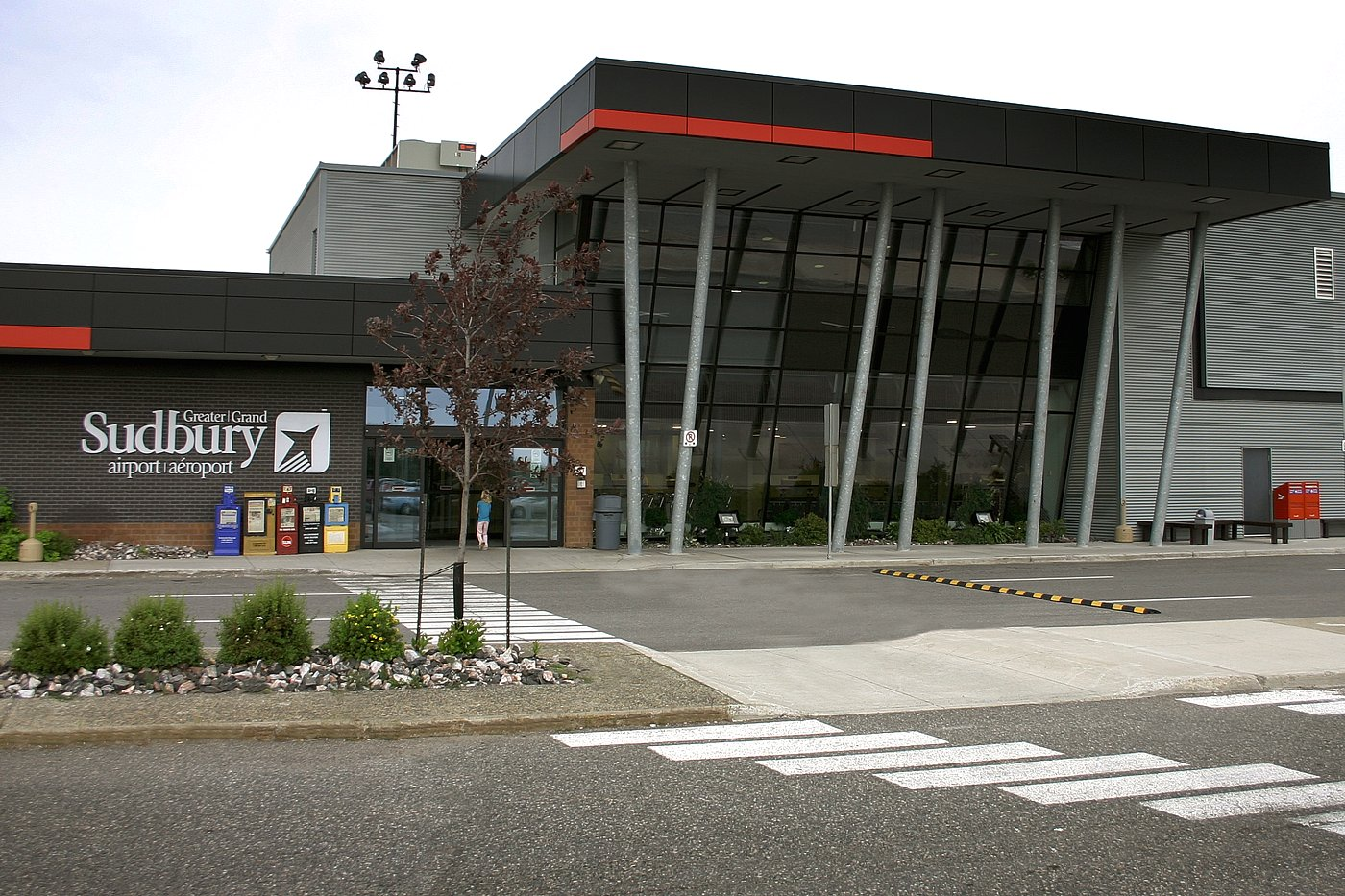
サドバリー空港

- サドバリー空港（Sudbury Airport、IATA空港コード：YSB、ICAO空港コード：CYSB）

### 道路
- 国道17号線（Highway 17）：南東にはノースベイとつながっている。
- 国道69号線（Highway 69）：南へはパリーサウンド（Parry Sound）、そしてトロントへと続く国道400号線（Highway 400）とつながっている。
- 国道144号線（Highway 144）：北へはティミンズへと通じる。

### 市内交通
- GOVA：サドバリーの交通局。旧サドバリー・トランジット。

### 都市間バス
- オンタリオ・ノースランドバスターミナル：市内最大のバスターミナル。オンタリオ州内各地へのバスが発着する。

## 観光
- ダイナミック・アース（Dynamic Earth）：ラムゼイ湖の畔にある科学博物館（「サイエンス・ノース（Science North）」）の施設。
- ビッグニッケル（Big Nickel）：5セント硬貨の形をしたレプリカで街の有名なランドマークの1つ。サイエンス・ノース内にある。
- インコ・スーパースタック（Inco Superstack）：街のランドマークにもなっている西半球で最も高い煙突。

## 教育
大学はサドバリーを拠点とするフランス語と英語のバイリンガルの総合大学であるローレンシアン大学があり、北オンタリオ地方の教育の拠点となっている他、英語系のカンブリアン・カレッジ、仏語系のカレッジ・ボレアルの二つのカレッジがある。また、暗黒物質の研究機関であり世界で二番目に深い実験所のSNOLAB研究所がある。SNOLAB研究所は閉鎖されたサドベリー・ニュートリノ天文台として使われていた施設を利用している。
市内の学校は英語系が公立のw:Rainbow District School Board、カトリック系のw:Sudbury Catholic District School Board、仏語系が公立のw:Conseil scolaire de district du Grand Nord de l'Ontario、カトリック系のw:Conseil scolaire catholique du Nouvel-Ontarioに分かれている。

## 出身者
- デイヴィッド・ロイド・ジョンストン - カナダ総督
- アレックス・トレベック - クイズ番組『ジェパディ!』司会者
- メーガン・デュハメル - フィギュアスケート選手
- ソーニャ・サロマ - 女優